# Dippach
Dippach é uma comuna do Luxemburgo, pertence ao distrito de Luxemburgo e ao cantão de Capellen.

## Demografia
Dados do censo de 15 de fevereiro de 2001:
- população total: 3.189
  - homens: 1.610
  - mulheres: 1.579

- densidade: 183,07 hab./km²

- distribuição por nacionalidade:

| Nacionalidade  | População | %      |
| -------------- | --------- | ------ |
| luxemburgueses | 2.203     | 69,08% |
| estrangeiros   | 986       | 30,92% |
| - portugueses  | 271       | 8,50%  |
| - franceses    | 148       | 4,64%  |
| - italianos    | 149       | 4,67%  |
| - belgas       | 127       | 3,98%  |
| - alemães      | 61        | 1,91%  |
| - iuguslavos   | 14        | 0,44%  |
| - outros       | 216       | 6,77%  |

- Crescimento populacional:

| Ano        | População |
| ---------- | --------- |
| 15/02/2001 | 3.189     |
| 01/01/2002 | 3.233     |
| 01/01/2003 | 3.234     |
| 01/01/2004 | 3.292     |
| 01/01/2005 | 3.360     |